# حلحلة بالجذور (رياضيات)
في الرياضيات، حلحلة بالجذور (بالإنجليزية: Solution in radicals)‏ هي تعبير منغلق الشكل، يعتمد على العمليات الاعتيادية الأربع والتي هي الجمع والطرح والضرب والقسمة، إضف إلى ذلك الرفع إلى قوة عدد طبيعي ما، واستخراج الجذور النونية (الجذور التربيعية والتكعيبية، ومن الدرجة الرابعة، وهكذا).
{\displaystyle x={\frac {-b\pm {\sqrt {b^{2}-4ac\ }}}{2a}}}
{\displaystyle ax^{2}+bx+c=0.}